# Рижове
Рижо́ве — село в Україні, у Близнюківській селищній громаді Лозівського району Харківської області. Населення становить 104 осіб. До 2020 орган місцевого самоврядування — Алісівська сільська рада.

## Географія

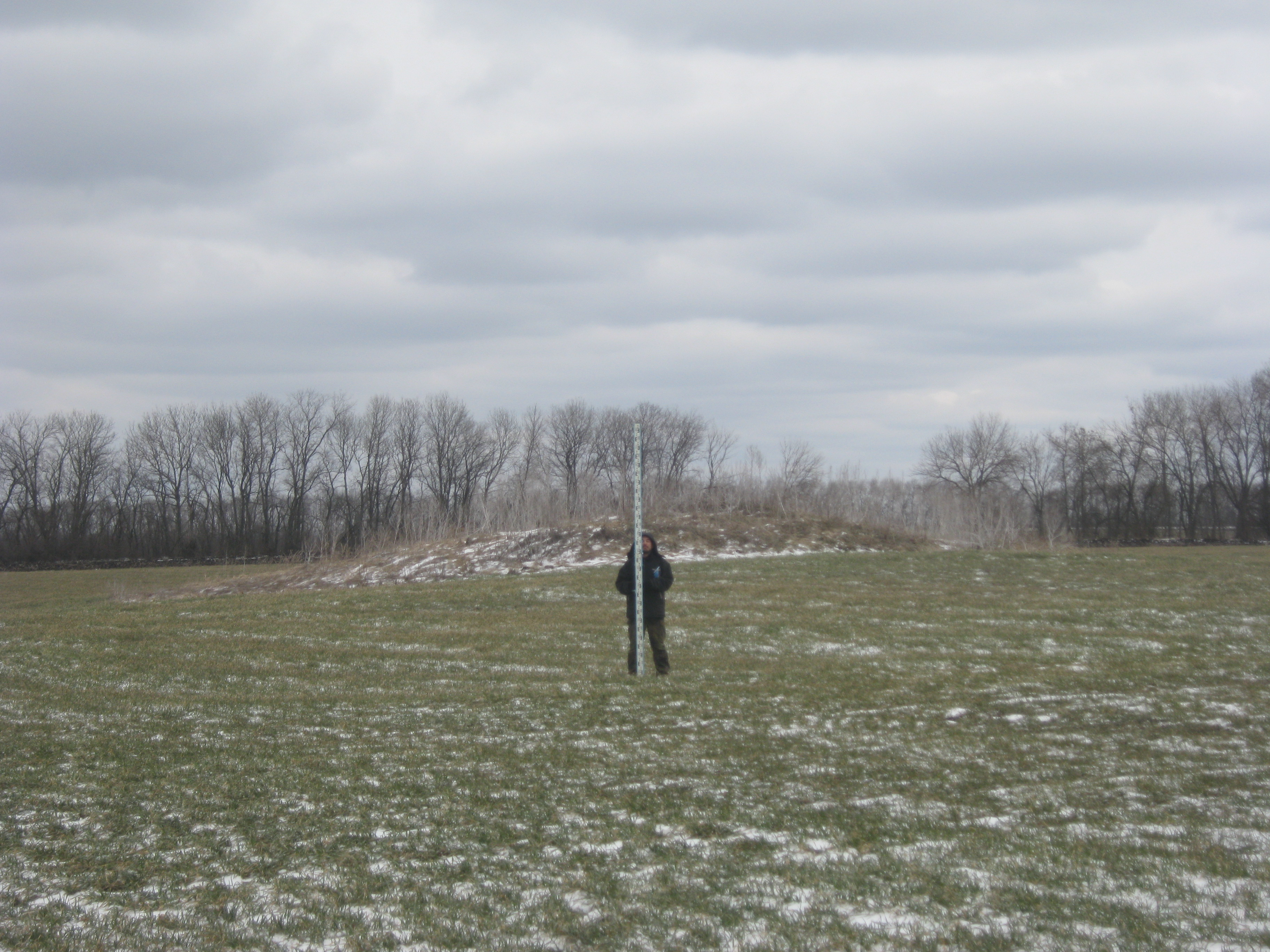
8 курганів розташовані на південний захід та південний схід від села

Село Рижове знаходиться за 4 км від села Семенівка і за 5 км від села Алісівка.

## Історія
- 1890 — дата заснування.
- село постраждало внаслідок геноциду українського народу, проведеного урядом СССР в 1932—1933 роках, кількість встановлених жертв — 66 людей[1].
- У період Німецько-радянської війни село Рижове і сусідні села Плисове і Лочинове були місцем запеклих боїв радянських воїнів з німецько-нацистськими загарбниками. Особливо запеклі бої відбувалися тут весною 1942 року. Села декілька разів переодили з рук у руки. У лютому 1943 року бої за визволення Рижове і навколишніх сіл вели воїни 44-ї гвардійської стрілецької дивізії. Остаточно Рижове, Плисове і Лочинове були звільнені у вересні 1943 року. Радянські воїни, які загинули за звільнення сіл від окупантів поховані у братській могилі у центрі села Рижове. Всього поховано 100 воїнів, з них відомі прізвища 9-х.
- 12 червня 2020 року, відповідно до Розпорядження Кабінету Міністрів України № 725-р «Про визначення адміністративних центрів та затвердження територій територіальних громад Харківської області», увійшло до складу Близнюківської селищної громади.[2]
- 19 липня 2020 року, в результаті адміністративно-територіальної реформи та ліквідації Близнюківського району, увійшло до складу Лозівського району Харківської області.[3]

## Економіка
- В селі є молочно-товарна ферма.

## Культура
- Школа.